# Kyle XY
Kyle XY – amerykański serial telewizyjny stworzony przez Erica Bressa oraz J. Mackyea Grubera. Od 2006 roku emitowany przez telewizję ABC Family. Od 6 stycznia 2008 roku emitowany przez TVP1, a później przez AXN i AXN SciFi.

## Opis fabuły
Serial Kyle XY to opowieść o nastolatku, który pewnego dnia obudził się w lesie całkiem nagi. Chłopak idąc przez pobliskie miasto został zatrzymany przez policję. Nic nie pamiętał, nawet swojego imienia, nie potrafił nawet mówić. Policja przekazała go do ośrodka dla nastolatków, gdzie został on zbadany przez psycholog Nicole Trager po tym, jak zauważono u niego brak pępka. Nicole nadała mu imię Kyle oraz postanowiła zabrać go do swojego własnego domu. Nastolatek okazał się być bardzo uzdolnionym chłopcem – niezwykle szybko nauczył się mówić i rozwijał swe liczne talenty. Kyle został poddany badaniu tomograficznemu, według wyników którego jego mózg przejawiał nadzwyczajną aktywność. Rodzina Tragerów zaakceptowała go jako nowego członka rodziny, mimo że nie wiedzieli oni do końca kim naprawdę był oraz jakie posiadał zdolności.

## Obsada

### Główne postacie
- Kyle Trager (Matt Dallas) – główna postać serialu. Nastolatek z zagadkową przeszłością i niezwykłymi umiejętnościami. Próbuje poznać swoją przeszłość, odkrywając przy tym swoje umiejętności. Przez Zzyzx nazywany obiektem XY lub 781227.
- Amanda Bloom (Kirsten Prout) – córka Carol, sąsiadka Kyle’a - pianistka, w której się zakochał.
- Lori Trager (April Matson) – najstarsza córka Nicole i Stephena i przybrana siostra Kyle’a.
- Declan McDonough (Chris Olivero) – zaufany przyjaciel Kyle'a i powiernik sekretów.
- Jessi (od 2. sezonu) (Jaimie Alexander) – nastolatka, która przyszła na świat w ten sam sposób co Kyle i posiada podobne umiejętności. Przez ZZyzx nazywana obiektem XX lub 781228.
- Josh Trager (Jean-Luc Bilodeau) – najmłodszy syn Nicole i Stephena i przybrany brat Kyle’a.
- Nicole Trager (Marguerite MacIntyre) – żona Stephena, psycholog, terapeutka, która przyprowadziła Kyle'a do swojego domu i adoptowała. Matka Lori i Josha.
- Stephen Trager (Bruce Thomas) – mąż Nicole, głowa rodziny, pracujący w branży IT. Ojciec Lori, Josha, przybrany ojciec Kyle’a.

### Postacie cyklicznie pojawiające się
- Andy Jensen (od 2. sezonu) (Magda Apanowicz) – bliska przyjaciółka Josha.
- Tom Foss (Nicholas Lea) – ochroniarz i trener Kyle’a. Były pracownik Zzyzx. Przyjaciel Adama.
- Adam Baylin (J. Eddie Peck) – pomysłodawca Zzyzx, biologiczny ojciec Kyle’a, jego mentor. Członek Latnok.
- Charlie Tanner (1.sezon) (Cory Monteith) – chłopak Amandy w pierwszym sezonie. Przyjaciel Declana.
- Hillary (Chelan Simmons) – Najlepsza przyjaciółka Lori.
- Detective Jason Breen (1. sezon) (Kurt Max Runte) – detektyw, którego zadaniem było odkrycie pochodzenia Kyle’a.
- Carol Bloom (Teryl Rothery) – sąsiadka rodziny Tragerów, matka Amandy
- Rebecca Thatcher (1. sezon) (Sarah-Jane Redmond) – kierownik Zzyzx po tym jak Adam zakończył współpracę z Zzyzx.
- Profesor William Kern (Bill Dow) – profesor University of Washington. Mentor Adama. Pracownik Zzyzx.
- Brian Taylor (2. sezon) (Martin Cummins) – osobisty pomocnik Adama, pracownik Zzyzx. Członek Latnok.
- Emily Hollander (2. sezon) (Leah Cairns) – pracownik MadaCorp, której zadaniem było udawanie siostry Jessi.
- Julian Ballantine (2. sezon) (Conrad Coates) – dyrektor generalny MadaCorp. Zlecał zadania Emily.
- Michael Cassidy (3. sezon) (Hal Ozsan) – tajemniczy członek Latnok. Chce przekonać Kyle'a do przyłączenia się. Przewodzi grupie uniwersyteckiej, gromadzącej zdolnych studentów.
- Sarah  (od 2. sezonu) (Ally Sheedy) – była dziewczyna Adama. Matka Jessi.
- Mark (od 2. sezonu) (Josh Zuckerman) – bardzo zdolny student Stephena, kiedy ten wykłada na University of Washington. Przyjaciel Lori. Podopieczny Cassidy'ego. DJ w klubie uniwersyteckim.
- Cyrus Reynolds (1. sezon) (Andrew Jackson) – szef ochrony Zzyzx.
- Julia Peterson (1. sezon) (Carrie Genzel) – aktorka, wynajęta przez Adama, aby udając matkę Kyle’a sprowadzić go do siebie.
- David Peterson (1. sezon) (Ken Tremblett) – aktor, wynajęty przez Adama, aby udając ojca Kyle’a sprowadzić go do siebie.
- Nate (3. sezon) (Jesse Hutch) – bardzo zdolny student. Podopieczny Cassidy'ego.

## Soundtrack
Piosenki z pierwszego sezonu serialu Kyle XY które wyszły na krążku DVD 22 maja 2007 roku 
Oto tytuły:
1. „Hide Another Mistake” – The 88
2. „Nevermind the Phonecalls” – Earlimart
3. „Surround” – In-Flight Safety
4. „I'll Write the Song, You Sing For Me” – Irving
5. „Wonderful Day” – O.A.R.
6. „Bug Bear” – Climber
7. „Honestly” – Cary Brothers
8. „So Many Ways” – Mates of State
9. „Middle Of the Night” – Sherwood
10. „Alibis” – Marianas Trench
11. „It’s Only Life” – Kate Voegele
12. „3 A.M.” – Sean Hayes
13. „Born On the Cusp” – American Analog Set
14. „Will You Remember Me (Piosenka lori)” – April Matson
15. „Alley Cat (Demo)” – Sherwood (iTunes Bonus Track)

## Sezony i odcinki
Poza odcinkami oficjalnymi, istnieją dwa dodatkowe – alternatywna wersja pilota do serialu (uznawana przez internautów za mniej melodramatyczną, ale zarazem nudniejszą) oraz rozszerzona wersja finalnego odcinka „Endgame” (dodano około 30 sekund materiału w jednej z ostatnich scen, praktycznie nie wnoszących nic do głównej fabuły).
TV Guide podało informację, że stacja ABC Family wykupiła 10 nowych odcinków.
Premiera 3 sezonu odbyła się 12 stycznia 2009 roku, na stacji ABC Family.

### Sezon 1
| Numer   | Tytuł                | Data premiery    | Odcinek w TVP    | Odcinek w AXN   |
| ------- | -------------------- | ---------------- | ---------------- | --------------- |
| 1 (1)   | Pilot                | 26 czerwca 2006  | 6 stycznia 2008  | 1 czerwca 2008  |
| 2 (2)   | Sleepless in Seattle | 3 lipca 2006     | 12 stycznia 2008 | 1 czerwca 2008  |
| 3 (3)   | The Lies That Bind   | 10 lipca 2006    | 27 stycznia 2008 | 8 czerwca 2008  |
| 4 (4)   | Diving In            | 17 lipca 2006    | 3 lutego 2008    | 8 czerwca 2008  |
| 5 (5)   | This Is Not a Test   | 24 lipca 2006    | 2 marca 2008     | 15 czerwca 2008 |
| 6 (6)   | Blame It on the Rain | 31 lipca 2006    | 16 marca 2008    | 15 czerwca 2008 |
| 7 (7)   | Kyle Got Game        | 7 sierpnia 2006  | 30 marca 2008    | 22 czerwca 2008 |
| 8 (8)   | Memory Serves        | 14 sierpnia 2006 | 6 kwietnia 2008  | 22 czerwca 2008 |
| 9 (9)   | Overheard            | 21 sierpnia 2006 | 13 kwietnia 2008 | 29 czerwca 2008 |
| 10 (10) | Endgame              | 28 sierpnia 2006 | 27 kwietnia 2008 | 29 czerwca 2008 |

### Sezon 2
| Numer   | Tytuł                                       | Data premiery    | Odcinek w TVP   | Odcinek w AXN    |
| ------- | ------------------------------------------- | ---------------- | --------------- | ---------------- |
| 1 (11)  | The Prophet                                 | 11 czerwca 2007  | 4 maja 2008     | 6 lipca 2008     |
| 2 (12)  | The Homecoming                              | 18 czerwca 2007  | 11 maja 2008    | 6 lipca 2008     |
| 3 (13)  | The List Is Life                            | 25 czerwca 2007  | 18 maja 2008    | 13 lipca 2008    |
| 4 (14)  | Balancing Act                               | 2 lipca 2007     | 25 maja 2008    | 13 lipca 2008    |
| 5 (15)  | Come to Your Senses                         | 9 lipca 2007     | 8 czerwca 2008  | 20 lipca 2008    |
| 6 (16)  | Does Kyle Dream of Electric Fish?           | 16 lipca 2007    | 15 czerwca 2008 | 20 lipca 2008    |
| 7 (17)  | Free to Be You and Me                       | 23 lipca 2007    | 22 czerwca 2008 | 27 lipca 2008    |
| 8 (18)  | What's the Frequency, Kyle?                 | 30 lipca 2007    | 2 sierpnia 2010 | 27 lipca 2008    |
| 9 (19)  | Ghost in the Machine                        | 6 sierpnia 2007  | 3 sierpnia 2010 | 3 sierpnia 2008  |
| 10 (20) | House of Cards                              | 13 sierpnia 2007 | 4 sierpnia 2010 | 3 sierpnia 2008  |
| 11 (21) | Hands on a Hybrid                           | 20 sierpnia 2007 | 5 sierpnia 2010 | 10 sierpnia 2008 |
| 12 (22) | Lockdown                                    | 27 sierpnia 2007 | 7 sierpnia 2010 | 10 sierpnia 2008 |
| 13 (23) | Leap of Faith                               | 6 września 2007  | 9 sierpnia 2010 | 17 sierpnia 2008 |
| 14 (24) | To C.I.R. with love                         | 14 stycznia 2008 | 13 czerwca 2011 | 31 stycznia 2009 |
| 15 (25) | The Future's So Bright, I Gotta Wear Shades | 21 stycznia 2008 | 14 czerwca 2011 | 7 lutego 2009    |
| 16 (26) | Great Expectations                          | 28 stycznia 2008 | 15 czerwca 2011 | 14 lutego 2009   |
| 17 (27) | Grounded                                    | 4 lutego 2008    | 16 czerwca 2011 | 21 lutego 2009   |
| 18 (28) | Between the rack and...                     | 11 lutego 2008   | 17 czerwca 2011 | 22 lutego 2009   |
| 19 (29) | First Cut Is the Deepest                    | 18 lutego 2008   | 20 czerwca 2011 | 28 lutego 2009   |
| 20 (30) | Primary Colors                              | 25 lutego 2008   | 21 czerwca 2011 | 1 marca 2009     |
| 21 (31) | Grey Matters                                | 3 marca 2008     | 22 czerwca 2011 | 7 marca 2009     |
| 22 (32) | Hello…                                      | 10 marca 2008    | 24 czerwca 2011 | 8 marca 2009     |
| 23 (33) | I've Had the Time of My Life                | 17 marca 2008    | 27 czerwca 2011 | 14 marca 2009    |

### Sezon 3
| Numer   | Tytuł                        | Data premiery    | Odcinek w AXN    |
| ------- | ---------------------------- | ---------------- | ---------------- |
| 1 (34)  | It Happened...               | 12 stycznia 2009 | 15 marca 2009    |
| 2 (35)  | Psychic Friend               | 19 stycznia 2009 | 21 marca 2009    |
| 3 (36)  | Electric Kiss                | 26 stycznia 2009 | 22 marca 2009    |
| 4 (37)  | In the Company of Men        | 2 lutego 2009    | 28 marca 2009    |
| 5 (38)  | Life Support                 | 9 lutego 2009    | 29 marca 2009    |
| 6 (39)  | Rush                         | 16 lutego 2009   | 4 kwietnia 2009  |
| 7 (40)  | Chemistry 101                | 23 lutego 2009   | 5 kwietnia 2009  |
| 8 (41)  | Tell-Tale Heart              | 2 marca 2009     | 11 kwietnia 2009 |
| 9 (42)  | Guess Who's Coming to dinner | 9 marca 2009     | 12 kwietnia 2009 |
| 10 (43) | Bringing down the house      | 16 marca 2009    | 18 kwietnia 2009 |

## Reakcja na przerwanie serialu
Fani, pod hasłami „Save The Tub” i „Save Kyle XY”, próbowali, na wieść o zakończeniu emisji, doprowadzić do kontynuacji serialu, lecz nie odnieśli sukcesu.